# Eduard Jakob Wedekin

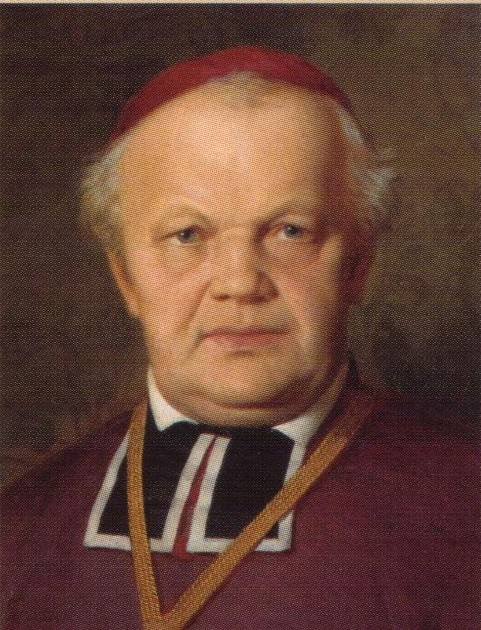
Eduard Jakob Wedekin

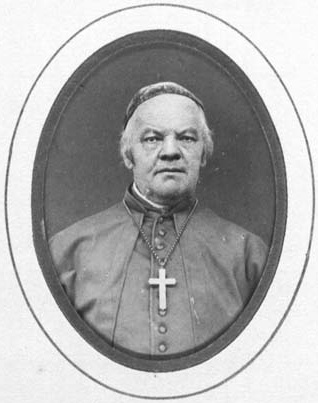
Bischof Eduard Jakob Wedekin, offizielles Foto aus dem Album der Konzilsväter, 1870

Eduard Jakob Wedekin (* 30. Dezember 1796 in Groß Düngen bei Hildesheim (heute Ortsteil von Bad Salzdetfurth); † 25. Dezember 1870 in Hildesheim) war Bischof von Hildesheim und (bis 1857) Administrator von Osnabrück.

## Leben
Nach dem Besuch des Gymnasiums Josephinum und der theologischen Lehranstalt in Hildesheim wurde Wedekin am 11. November 1821 zum Priester geweiht, anschließend war er einige Jahre Lehrer am Gymnasium Josephinum. 1828 wurde er Dompastor und 1836 Generalvikar und Domkapitular in Hildesheim.
Nach dem Tod der Bischöfe Godehard Joseph Osthaus (1835) und Franz Ferdinand Fritz (1840) wurde er jeweils zum Kapitularvikar ernannt. Nach dem Tod Bischof Wandts wurde er schließlich am 27. November 1849 zum Bischof gewählt und am 30. September 1850 von Papst Pius IX. bestätigt und gleichzeitig zum Administrator von Osnabrück ernannt. Die Bischofsweihe erfolgte am 24. November 1850 durch den Kölner Erzbischof und Kardinal Johannes von Geissel und war eine machtvolle Demonstration der Restauration der katholischen Kirche nach dem Ende des Reichskirchensystems.
Wedekins Leistungen liegen insbesondere im Bereich des innerkirchlichen Wiederaufbaus nach der Säkularisation. Er versuchte durch die enge Verbindung mit anderen deutschen Bischöfen seine isolierte Stellung als Diasporabischof aufzubrechen und seine Position im mehrheitlich protestantischen Hannover zu stärken. Besonders am Herzen lag ihm die Erschließung der Diaspora durch den Neubau von Kirchen. Er gründete im Interesse der Seelsorge, der Krankenpflege und des Schulunterrichts die ersten klösterlichen Niederlassungen im Bistum seit der Säkularisation.
Wedekin nahm noch am Ersten Vatikanischen Konzil teil, musste Rom jedoch aus gesundheitlichen Gründen Ende April 1870 verlassen. Er starb am 1. Weihnachtstag 1870 und wurde im Mittelschiff des Hildesheimer Doms begraben.
Das Domkapitel wurde Erbe seiner wertvollen Kunstsammlung, die den Grundstock des heutigen Diözesanmuseums bildete.